# Муденбах
Муденбах (нем. Mudenbach) — община в Германии, в земле Рейнланд-Пфальц. 
Входит в состав района Вестервальд. Подчиняется управлению Хахенбург.  Население составляет 781 человек (на 31 декабря 2010 года). Занимает площадь 4,78 км².